# يوان كورت
يوان كورت (بالفرنسية: Yoann Court) (14 يناير 1990 في المجر - ) هو لاعب كرة قدم فرنسي في مركز الوسط. شارك مع منتخب فرنسا تحت 20 سنة لكرة القدم ومنتخب فرنسا تحت 21 سنة لكرة القدم. أما مع النوادي، فقد لعب مع نادي تروا ونادي سيدان.

## روابط خارجية
- يوان كورت على موقع رابطة كرة القدم الفرنسية للمحترفين (الإنجليزية)
- يوان كورت على موقع قاعدة بيانات كرة القدم.إي يو (الإنجليزية)
- يوان كورت على موقع ليكيب (الفرنسية)
- يوان كورت على موقع Soccerway.com (الإنجليزية)
- يوان كورت على موقع AS.com (الإسبانية)